# Volkswagen Group B
Volkswagen Group B — автомобильная платформа немецкого автоконцерна Volkswagen Group для среднеразмерных автомобилей. На платформе базировались седаны, универсалы и купе под марками Volkswagen, Audi, SEAT и Škoda.

## B1
Платформа B1 выпускалась с 1974 по 1988 год. Первый Volkswagen Passat, созданный на базе Audi, был почти идентичен Audi 80 (в США — Audi Fox), с которым разделял большинство механических систем, включая продольное расположение двигателя.
- VW Passat B1/VW Dasher (Typ 32, 1974—1981; 1974—1988 в Бразилии)
- Audi 80 (Typ 80, 1973—1976)
- Audi 80 (Typ 82, 1977—1978)

## BX
Платформа BX (1980—1986) разработана дочерней компанией Volkswagen do Brasil. Многие характеристики были позаимствованы у Audi 80 (Fox/4000). На платформе BX выпускались такие модели, как Volkswagen Gol (хэтчбек), Voyage (седан, также продавался под названиями Gacel или Senda в Аргентине, Fox в США или Amazon на некоторых других рынках), Parati (3-дверный универсал), Saveiro (пикап) и Furgão (фургон). В 1987—1991 годах автомобили на платформе BX подверглись рестайлингу.

## B2
На платформе B2 базировались автомобили с продольным расположением двигателей и системой полного привода Quattro/Syncro. До января 2013 года обновлённый Santana выпускался в Китае.
- Volkswagen Passat (B2) (Typ 32B, 1981—1988; 1984—2013 в Китае; 1982—1988 в США (Quantum))
- Audi 80/90 (Typ 81, 1979—1987)
- Audi 4000 (Typ 85, 1984—1987)
- Audi Coupé (Typ 85, 1981—1987)
- Audi Quattro (Typ 85, 1981—1991)
- Audi Sport Quattro (1984—1987)
- Volkswagen Santana (Typ 33, 1984—2006)

## B3
На платформе B3 выпускались Volkswagen Passat (1988—1993), Audi 80/90 «Typ 89» (1987—1992) и Audi Coupé/S2 «Typ 8B». B3 Passat перешёл на поперечное расположение двигателя, в то время как у Audi 80/90 двигатель по-прежнему располагался продольно.
B3 Volkswagen Passat — первый автомобиль на платформе B, который назывался Passat в США. Также B3 Passat — первая модель семейства Passat с независимо разработанной платформой, которая не имела общих деталей с моделями Audi. Вместо этого дизайн в значительной степени был позаимствован у платформы Volkswagen Group A2.
- Volkswagen Passat B3 (Typ 35i, 1988—1993; 1990—1994 в США)

Volkswagen Corrado выпускался на платформе A2, однако у платформы B3 Passat были позаимствованы вспомогательные компоненты.

## B4
Индексом B4 обозначались «Typ 8C» Audi 80 и RS2 (1991—1994), а также Volkswagen Passat B4, однако они не основаны на одной и той же платформе. Автомобили B4 с продольным расположением двигателей были основаны на платформе B3 с некоторыми изменениями, такими как увеличенный задний свес, удлинённая колёсная база, переработанная подвеска и топливный бак.
B4 Passat — обновлённая версия B3.
- Volkswagen Passat B4 (Typ 35i, 1993—1996; США 1995—1997)

## PL45 (B5)
Платформа B5 (также известная как PL45) выпускалась с 1994 по 2011 год. Автомобили на платформе B5 могут быть оснащены многорычажной передней подвеской и межосевым дифференциалом Torsen для полноприводных систем Quattro или 4motion. Версия с длинной колёсной базой получила название PL45+.

### PL45
- Audi A4 (Typ 8D, Avant 8D5, 1994—2002)
- Audi S4 (Typ 8D, 1997—2002)
- Volkswagen Passat B5 (Typ 3B, 1996—2000)
- Audi RS4 Avant (Typ 8D, 2000—2001)
- Volkswagen Passat B5.5 (Typ 3BG, 2000—2005)

### PL45+
- Volkswagen Passat Lingyu B5 (Typ 9F, 2005—2011; версия с длинной колёсной базой для китайского рынка)
- Škoda Superb (Typ 3U, 2001—2008)

## PL46 (B6)
Индексом B6 обозначались Audi A4/S4 «Typ 8E/8H», выпускавшиеся с конца 2000 по 2005 год. Формально платформа известна как PL46.
- Audi A4 (Typ 8E/8H (седан: 8E2, Avant: 8E5) / 8H7 (кабриолет), 2001—2005)
- Audi S4 (Typ 8E/8H (седан: 8E2, Avant: 8E5) / 8H7 (кабриолет), 2003—2005)

## PL47 (B7)
Индексом B7 обозначались Audi A4, S4 и RS4 «Typ 8E/8H», выпускавшиеся с 2005 по 2008 год. Кодовое обозначение B7 A4/S4 — Typ 8E/8H B6 A4/S4, а кодовое обозначение SEAT Exeo — Typ 3R.
- Audi A4 (Typ 8E2 (седан), 8E5 (Avant), 8H7 (кабриолет), 2005—2008**)
- Audi S4 (Typ 8E2 (седан), 8E5 (Avant), 8H7 (кабриолет), 2006—2008)
- Audi RS4 quattro (Typ 8E2 (седан), 8E5 (Avant), 8H7 (кабриолет), 2006—2008)
- SEAT Exeo (Typ 3R5 (седан), 3R9 (Sport Tourer), 2009—2013)

**Кабриолет Audi (2009) являлся производным от Audi A4 (2008)

## MLB (B8/B9)
На платформе MLB (Modularer Längsbaukasten) выпускаются автомобили Audi B8 (A4, A5, Q5), C7 (A6, A7, Q7) и D4 (A8). Конструкция примечательна тем, что передний дифференциал расположен впереди сцепления, что позволяет сдвинуть переднюю ось вперёд на 4 дюйма. Это приводит к увеличению колёсной базы и немного большему перераспределению массы назад для улучшения динамики автомобиля.